# Wybory do Izby Poselskiej Republiki Czeskiej w 2013 roku
Wybory parlamentarne w Czechach w 2013 roku odbyły się w dniach 25 i 26 października 2013. W ich wyniku Czesi wybrali 200 posłów do Izby Poselskiej na nową czteroletnią kadencję.
Koalicyjny rząd Petra Nečasa (ODS, TOP 09 i LIDEM) ustąpił w czerwcu 2013 po skandalu korupcyjnym i szpiegowskim. Przejściowy gabinet Jiříego Rusnoka nie uzyskał 7 sierpnia 2013 wotum zaufania, co skutkowało jego rezygnacją. 20 sierpnia 2013 Izba Poselska przegłosowała uchwałę o swoim samorozwiązaniu, co skutkowało zarządzeniem przez prezydenta Miloša Zemana przedterminowych wyborów.
Głosowanie odbyło się w piątek 25 października od 14:00 do 22:00 oraz w sobotę 26 października od 8:00 do 14:00. 200 deputowanych wybrano w 14 okręgach wyborczych odpowiadających podziałowi administracyjnemu na 13 krajów samorządowych i miasto wydzielone Praga. W sondażach prowadziła cały czas Czeska Partia Socjaldemokratyczna, uzyskując wyniki do 30%. Na dwa miesiące przed wyborami w badaniach opinii publicznej próg wyborczy zaczął przekraczać głoszący antykorupcyjne hasła ruch ANO 2011, który założył miliarder Andrej Babiš. Ostatecznie wybory wygrali socjaldemokraci, nieznacznie jednak przekraczając 20% głosów, wyprzedzając ANO 2011 o niespełna 2 punkty procentowe. Trzecie miejsce zajęli komuniści, zwiększając swoją parlamentarną reprezentację. Wynoszący 5% próg wyborczy przekroczyły dwie partie rządzące – TOP 09 (z jej list ponownie kandydowali przedstawiciele partii STAN) i ODS, ponosząc istotne straty (ODS utraciła ponad 2/3 mandatów). Do Izby Poselskiej dostało się nowe ugrupowanie – Świt Demokracji Bezpośredniej senatora Tomia Okamury (z jego list startowali też przedstawiciele Spraw Publicznych). Po trzyletniej przerwie do niższej izby czeskiego parlamentu powrócili chadecy z KDU-ČSL.
6 stycznia 2014 Czeska Partia Socjaldemokratyczna, Akcja Niezadowolonych Obywateli i KDU-ČSL podpisały porozumienie w sprawie utworzenia koalicji rządowej.

## Wyniki wyborów

Podział miejsc w Izbie Poselskiej

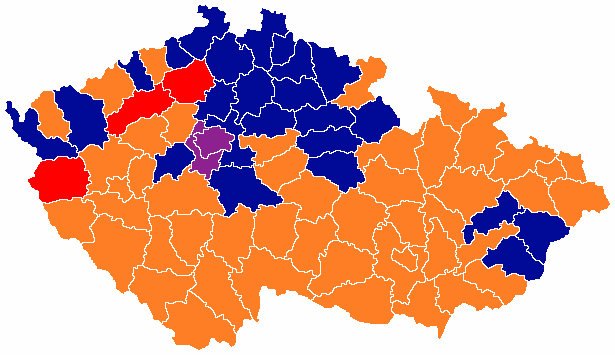
Zwycięzcy wyborów w poszczególnych powiatach:
Czeska Partia Socjaldemokratyczna
ANO 2011
Komunistyczna Partia Czech i Moraw
TOP 09

Zwycięzcy wyborów w poszczególnych krajach:
Czeska Partia Socjaldemokratyczna
ANO 2011
TOP 09

Czeska Partia Socjaldemokratyczna
     ANO 2011
     Komunistyczna Partia Czech i Moraw
     TOP 09
     Czeska Partia Socjaldemokratyczna
     ANO 2011
     TOP 09
| Komitet wyborczy                                                   | Głosy     | Głosy  | Głosy | Mandaty | Mandaty | Mandaty |
| Komitet wyborczy                                                   | Liczba    | %      | +/–   | Liczba  | +/–     | %       |
| ------------------------------------------------------------------ | --------- | ------ | ----- | ------- | ------- | ------- |
| Czeska Partia Socjaldemokratyczna                                  | 1 016 828 | 20,45  | 1,63  | 50      | 6       | 25,0    |
| ANO 2011                                                           | 927 240   | 18,65  | —     | 47      | —       | 23,5    |
| Komunistyczna Partia Czech i Moraw                                 | 741 044   | 14,91  | 3,64  | 33      | 7       | 16,5    |
| TOP 09                                                             | 596 357   | 11,99  | 4,71  | 26      | 15      | 13,0    |
| Obywatelska Partia Demokratyczna                                   | 384 174   | 7,72   | 12,50 | 16      | 37      | 8,0     |
| Świt Demokracji Bezpośredniej Tomia Okamury                        | 342 339   | 6,88   | —     | 14      | —       | 7,0     |
| Unia Chrześcijańska i Demokratyczna – Czechosłowacka Partia Ludowa | 336 970   | 6,78   | 2,39  | 14      | 14      | 7,0     |
| Partia Zielonych                                                   | 159 025   | 3,19   | 0,75  | —       | —       | —       |
| Czeska Partia Piratów                                              | 132 417   | 2,66   | 1,86  | —       | —       | —       |
| Partia Wolnych Obywateli                                           | 122 564   | 2,46   | 1,72  | —       | —       | —       |
| Partia Praw Obywateli ZEMANOWCY                                    | 75 113    | 1,51   | 2,82  | —       | —       | —       |
| Partia Robotnicza Sprawiedliwości Społecznej                       | 42 906    | 0,86   | 0,28  | —       | —       | —       |
| Ruch Polityczny Zmiana                                             | 28 592    | 0,57   | —     | —       | —       | —       |
| GŁOWA DO GÓRY – Blok Wyborczy                                      | 21 241    | 0,42   | —     | —       | —       | —       |
| Suwerenność – Partia Zdrowego Rozumu                               | 13 538    | 0,27   | 3,40  | —       | —       | —       |
| Partia Przedsiębiorców Republiki Czeskiej                          | 13 041    | 0,26   | —     | —       | —       | —       |
| Korona Czeska (Parta Monarchistyczna Czech, Moraw i Śląska)        | 8932      | 0,17   | 0,10  | —       | —       | —       |
| LEV 21 – Narodowi Socjaliści                                       | 3843      | 0,07   | —     | —       | —       | —       |
| Aktyw Niezależnych Obywateli                                       | 1237      | 0,02   | —     | —       | —       | —       |
| Wybierajcie Blok Prawicowy www.cibulka.net                         | 1225      | 0,02   | 0,45  | —       | —       | —       |
| Romska Partia Demokratyczna                                        | 609       | 0,01   | —     | —       | —       | —       |
| OBYWATELE 2011                                                     | 455       | 0,00   | —     | —       | —       | —       |
| Klub Zaangażowanych Bezpartyjnych                                  | 293       | 0,00   | —     | —       | —       | —       |
|                                                                    |           |        |       |         |         |         |
| Ogółem                                                             | 4 969 984 | 100,00 | —     | 200     | —       | 100,0   |
| Głosy nieważne                                                     | 37 228    | 0,74   | 0,11  |         |         |         |
| Frekwencja                                                         | 5 010 944 | 59,48  | 3,12  |         |         |         |